# Stadtmauer (Widdern)

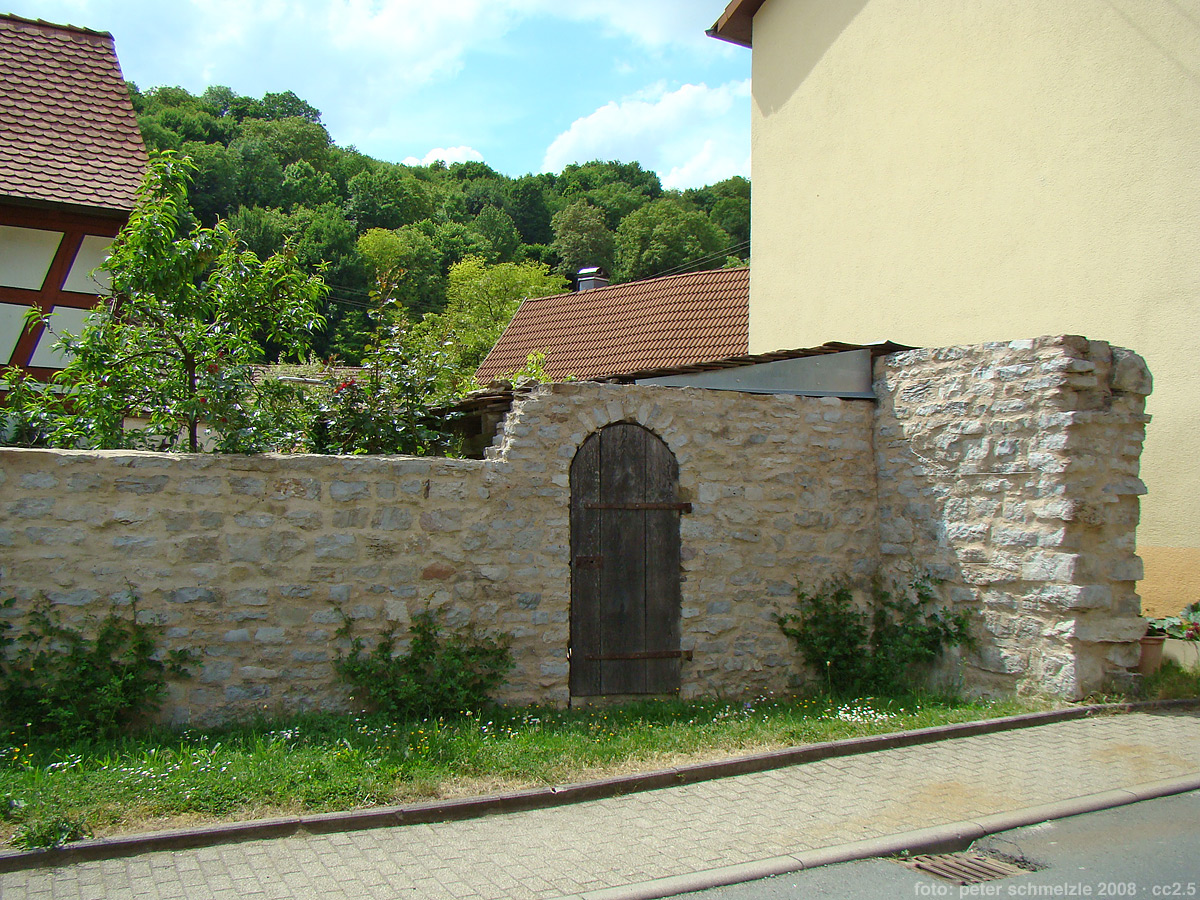
Stadtmauer in Widdern

Die Stadtmauer in Widdern, einer Stadt im Landkreis Heilbronn in Baden-Württemberg, wurde ab der zweiten Hälfte des 13. Jahrhunderts errichtet. Die Reste der Stadtmauer (Brückengasse 8, Burggasse 28, Hauptstraße 8 und 20/1, Keltergasse 8 und 10, Mergentheimer Straße 2 und 4, Unterkessacher Straße 17) sind ein geschütztes Kulturdenkmal gemäß § 28 des Denkmalschutzgesetzes Baden-Württemberg.
Die ab der zweiten Hälfte des 13. Jahrhunderts angelegte Stadtbefestigung hatte ursprünglich drei Tore: Unteres Tor am westlichen Stadteingang an der Kessachbrücke, Oberes Tor bei der Hauptstraße 37 und Hinteres Tor in Höhe der Burggasse 28. Mit Ausnahme des einstigen ummauerten Kirchhofes war der westliche Teil der Stadt jenseits der Kessach ursprünglich nicht in die Ummauerung einbezogen.
Der Ortskern innerhalb der Ummauerung war über Schenkelmauern mit der bereits im Jahr 1483 geschleiften Burg verbunden. Teile des ehemaligen Burggrabens sind noch entlang der früheren östlichen Schenkelmauer sowie im Bereich Am Stadtgraben erkennbar. 
Die wenigen erhaltenen Reste der Stadtmauer, vor allem in Hauswänden und Stützmauern, geben Auskunft über den Ausbau der Stadtbefestigung ab der zweiten Hälfte des 13. Jahrhunderts.  